# Michał Wyrostek
Michał Wyrostek (ur. 6 września 1876 we Lwowie albo w Tłumaczu, zm. 8 sierpnia 1953 w Krakowie) – doktor praw, adwokat we Lwowie, podpułkownik piechoty Wojska Polskiego, senator, założyciel Unii Narodowo-Państwowej w 1922 roku, Sekretarz Generalny Partii Pracy w 1930 roku.

## Życiorys
Od września 1914 przydzielony do Komendy Legionów jako szef kancelarii sztabowej. Miał duży udział w organizacji Legionów Polskich. Wraz z II Brygadą Legionów Polskich przebył kampanię karpacką i wołyńską. Awansował na kolejne stopnie w piechocie: podporucznika (28 września 1914), porucznika (23 listopada 1914) i kapitana (20 sierpnia 1915). W styczniu 1916 został przydzielony do Departamentu Wojskowego Naczelnego Komitetu Narodowego. 15 marca 1917 generalny gubernator warszawski powołał Krajowy Inspektorat Zaciągu do Wojska Polskiego (KIZ). Zwierzchnictwo nad Inspektoratem zostało powierzone pułkownikowi Władysławowi Sikorskiemu, a jego zastępcą został kapitan Michał Wyrostek.
W grudniu 1918 wyznaczony został na stanowisko szefa Sekcji Poborowej (Uzupełnień) Departamentu I Mobilizacyjno-Organizacyjnego Ministerstwa Spraw Wojskowych (sekcja przejęła zadania Krajowego Inspektoratu Zaciągu i przystąpiła do organizacji komend uzupełnień).
W lipcu 1920 został wyznaczony na stanowisko szefa Oddziału I, a w ostatnich dniach tego miesiąca objął stanowisko szefa sztabu Generalnego Inspektoratu Armii Ochotniczej, na czele którego stał generał broni Józef Haller.
2 listopada 1921 Minister Spraw Wojskowych, generał porucznik Kazimierz Sosnkowski wyznaczył podpułkownika rezerwy Michała Wyrostka na stanowisko kierownika Referatu Pomocy dla Zdemobilizowanych Oficerów w Departamencie Pośrednictwa Pracy Ministerstwa Pracy i Opieki Społecznej, które to stanowisko było zaszeregowane do stopnia pułkownika. Na czas pełnienia obowiązków kierownika referatu Michał Wyrostek otrzymał pobory wojskowe oraz prawo noszenia munduru.
W 1923 został przydzielony w rezerwie do 49 Pułku Piechoty w Kołomyi.
W 1930 został senatorem III kadencji. Zrzekł się mandatu w 1934. Jego miejsce zajął Tadeusz Moszyński. W 1939 był adwokatem w Gdyni.
Po wybuchu II wojny światowej zgłosił się ochotniczo do Wojska Polskiego, od 17 września 1939 był szefem Sądu Wojennego dowództwa floty. Po kapitulacji załogi Helu (2 października 1939) dostał się do niewoli niemieckiej, więziony w oflagach: X B Nienburg, XVIII C Spittal am der Drau, II C Woldenberg. Uwolniony w końcu stycznia 1945. W lipcu 1945 otworzył kancelarię adwokacką w Gdyni. Na początku 1953 przeprowadził się do Krakowa, gdzie zmarł 8 sierpnia 1953. Pochowany na cmentarzu Rakowickim (kwatera LXX-płn-34).

## Ordery i odznaczenia
- Krzyż Oficerski Orderu Odrodzenia Polski – 2 maja 1923 „w uznaniu zasług, położonych dla Rzeczypospolitej Polskiej na polu administracji wojskowej”[12][13][14]
- Krzyż Walecznych – trzykrotnie „za czyny orężne w bojach Legionów Polskich”[15]
- Złoty Krzyż Zasługi – 28 czerwca 1939[10]

4 kwietnia 1938 Komitet Krzyża i Medalu Niepodległości odrzucił wniosek o nadanie mu tego odznaczenia „z powodu ujemnej opinii”.